# Nyizsnyeugyinszki járás

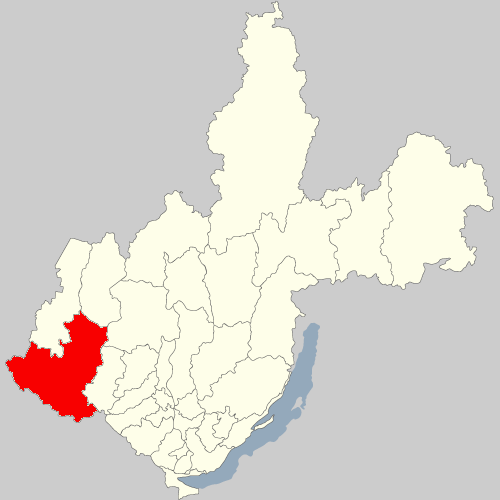
A Nyizsnyeugyinszki járás az Irkutszki területen

A Nyizsnyeugyinszki járás (oroszul Нижнеу́динский райо́н) Oroszország egyik járása az Irkutszki területen. Székhelye Nyizsnyeugyinszk.

## Népesség
- 1989-ben 37 293 lakosa volt.
- 2002-ben 31 122 lakosa volt.
- 2010-ben 69 423 lakosa volt, melyből 65 382 orosz, 776 ukrán, 651 tofalár, 634 tatár, 306 burját, 157 fehérorosz, 128 csuvas, 121 üzbég, 118 örmény, 112 azeri, 102 kirgiz stb.